# Max von Schlägel

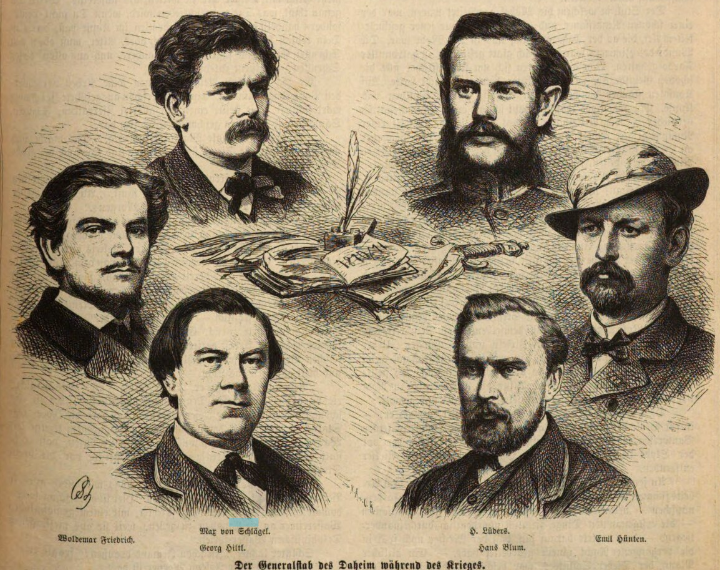
Max von Schlägel im Jahre 1871

Max von Schlägel (* 1. April 1840 in München; † 27. September 1891 in Doberan) war ein bayerischer Offizier, Dichter, Schriftsteller und Journalist.

## Leben

### Herkunft
Max von Schlägel war ein Sohn des bayerischen Oberstleutnants Michael Schlaegel und Neffe des bayerischen Generalmajors Maximilian von Schlägel. Er war ein Enkel des bayerischen Majors Michael Ritter von Schlägel (1755–1836), welcher am 15. April 1808 mit der Verleihung als Ritter des Militär-Max-Joseph-Ordens, in den persönlichen Adelsstand im Königreich Bayern erhoben wurde. Die Auszeichnung erhielt er als Oberleutnant für sein tapferes Verhalten bei der Erstürmung des Lagers und der Festung Glatz am 24. Juni 1807.

### Karriere
Schlägel ließ sich durch die politischen Geschehen des Sardinischen Krieges im Mai 1859 für eine Laufbahn in der Bayerischen Armee begeistern. Nach kurzer Untersuchung in einer Kürassierkaserne wurde er als Kadett der 3. Eskadron des 1. Kürassier-Regiment „Prinz Carl“ zugeteilt. Durch den Vorfrieden von Villafranca wurde er aber schließlich nicht im Kampf eingesetzt, was er in seinen später veröffentlichten Erinnerungen Vier Jahre Soldat als niederschlagend und traurig empfand. „Feldzug, Avancement, Reitertaten, Orden und ruhmbekränzte Heimkehr“ waren damit für ihn aus. Im Herbst 1860 kam er als Zögling an die Münchner Kriegsschule und bestand erfolgreich die Austrittsprüfung mit Empfehlung zur Beförderung. Durch einen Armeebefehl anlässlich des Geburtstages von König Maximilian II. Joseph wurde Schlägel zum Unterleutnant befördert und in das 3. Chevaulegers-Regiment „Herzog Maximilian“ versetzt. In späteren Personalien wurde sein Vermögen in dieser Zeit auf 15.000 bayerische Gulden geschätzt, wobei er genauso viele Schulden machte. Er wurde als leichtsinniger Schuldenmacher bezeichnet. Auf eigenes Nachsuchen quittierte er am 11. Juli 1863 im 2. Chevaulegers-Regiment „Taxis“ den Militärdienst und trat erneut als Gemeiner in das Regiment ein, wo er schließlich wegen Untauglichkeit entlassen wurde. Er zog daraufhin nach Paris.
Er wurde am 11. Juni 1865 Redakteur der Allgemeinen Rundschau, welche er am 16. August desselben Jahres an Dr. Franz Huber übergab. 1866 wurde er wegen Majestätsbeleidigung angeklagt; er wollte eine Wochenschrift unter dem Titel Lucifer veröffentlichen, wo ein dortiger Artikel unter dem Namen „Politische Masken“ angeblich den bayerischen König beleidigt haben soll. Schlägel argumentierte, dass er im Artikel von Königen im Allgemeinen redete, was aber wenig Glaubhaftigkeit unter den Geschworenen fand. Er wurde somit zu sechs Monaten Gefängnisstrafe auf einer Festung verurteilt. 1866 war er auch noch Redakteur der Münchner Blätter für Literatur und Kunst und bis zum 3. Oktober desselben Jahres der demokratischen Kemptner Zeitung. Ein Gnadengesuch an den bayerischen König wurde abgelehnt.
Er entzog sich dieser Strafe durch eine Flucht in die Schweiz, wo er seit 1867 als Redakteur der St. Gallener Blätter arbeitete und im April 1867 noch für zwei weitere Monate wegen staatsgefährlicher Aussagen in der Allgemeinen Rundschau, in contumaciam für zwei weitere Monate, für eine Gesamtstrafe von 8 Monaten Gefängnis verurteilt. Nach Ausbruch des Deutsch-Französischen Krieges geriet er als Kriegskorrespondent des Daheim in die französische Stadt Bitsch, wobei er glaubte, diese sei schon von deutschen Truppen erobert wurden. Mit dem Berichterstatter des Berliner Börsenkuriers, Oskar Marschall von Bieberstein, geriet er dabei am 4. August 1870 in französische Gefangenschaft. Der bayerische Oberst und Kommandant des Belagerungskorps Wilhelm Kohlermann wendete sich dabei an den französischen Stadtkommandanten um die Freilassung der beiden zu veranlassen, wobei der französische Kommandant dies aufgrund der Kenntnisse der Festung der beiden nicht annehmen konnte. Seine Erlebnisse während dieser Zeit veröffentlichte er später unter dem Titel Gefangen und belagert. Er wurde mit Marschall von Bieberstein in Folge des Waffenstillstandes aus der Festung entlassen. Die folgenden Jahre betätigte er sich völlig als Schriftsteller und verstarb 1891. Mit seinem Tod erlosch die Adelsfamilie von Schlägel im Mannesstamm.

### Familie
Max von Schlägel war mit Maria Kortüm, Tochter des Obermedizinalrats Dr. Kortüm, verheiratet, die unter dem Pseudonym „Ulrich Erk“ schriftstellerisch tätig war.

## Schriften
- Auf dem Castrum von Pfünz bei Eichstädt, Ein Blick ins All, Der Geburtstag-Morgen, Schon einmal, Sturmfrieden, Auf dem Ball, Ich liebe dich, doch schwören kann ich nicht, Die Jugend, Mahnung, Stoische Gedanken. In: Münchner Blätter für Literatur und Kunst. 1866 (Digitalisat)
- Vier Jahre Soldat. Aus den Erinnerungen eines süddeutschen Offiziers. Altwegg-Weber, St. Gallen 1868 (Digitalisat)
- Von Sünde zu Sünde.

- I. Band, Otto Janke, 1870 (Digitalisat)
- II. Band, Otto Janke, 1870 (Digitalisat)
- III. Band, Otto Janke, 1870 (Digitalisat)

- Die Bacchantin. Eine russische Theatergeschichte. Gustav Behrend, 1870 (Digitalisat)
- Feuerleben. B. Brigl, 1870 (Digitalisat)
- Die Putzmacherinnen. Gustav Behrend, 1870 (Digitalisat)
- Wildes Blut. Vier Erzählungen von Max von Schlägel. W. Brigl, 1871 (Digitalisat)
- Die Helden der Arbeit. Belhagen & Klasing, 1871 (Digitalisat)
- Gefangen und belagert. Meine Erlebnisse während des Feldzuges 1870–1871. Hermann Costenoble, 1871 (Digitalisat)
- Nach uns die Sündflut! Roman aus Frankreichs jüngster Vergangenheit.

- I. Band, Ernst Julius Günther, 1872 (Digitalisat)
- II. Band, Ernst Julius Günther, 1872 (Digitalisat)
- III. Band, Ernst Julius Günther, 1872 (Digitalisat)
- IV. Band, Ernst Julius Günther, 1872 (Digitalisat)

- Der rothe Fasching. I. Band, Ernst Julius Günther, 1872 (Digitalisat)
- Stereoscopen. Kleine Skizzen und Erzählungen. Max Gradinger, 1872 (Digitalisat)
- Die Wilden der Gesellschaft. Ernst Julius Günther, 1873 (Digitalisat)
- Von Fels zum Meer.

- I. Band, Hermann Costenoble, 1874 (Digitalisat)
- II. Band, Hermann Costenoble, 1874 (Digitalisat)
- III. Band, Hermann Costenoble, 1874 (Digitalisat)
- IV. Band, Hermann Costenoble, 1874 (Digitalisat)

- Die Ritter der Gegenwart. Eine Hofgeschichte.

- I. Band, Ernst Julius Günther, 1874 (Digitalisat)
- II. Band, Ernst Julius Günther, 1874 (Digitalisat)

- Die Volksbeglücker. Eine Erzählung. Ernst Julius Günther. 1874 (Digitalisat)
- Graf Ketlan, der Rebell.

- I. Band, Ernst Julius Günther, 1874 (Digitalisat)
- II. Band, Ernst Julius Günther, 1874 (Digitalisat)

- Für Thron und Altar.

- I. Band, S. Schottlaender, 1878 (Digitalisat)
- II. Band, S. Schottlaender, 1878 (Digitalisat)
- III. Band, S. Schottlaender, 1878 (Digitalisat)

- Santino oder das Glück der Welt.

- I. Band, S. Schottlaender, 1879 (Digitalisat)
- II. Band, S. Schottlaender, 1879 (Digitalisat)